# Baluga (Ljubićska)
Baluga (em cirílico: Балуга (Љубићска)) é uma vila da Sérvia localizada na cidade de Čačak, pertencente ao distrito de Moravica, na região de Pomoravlje. A sua população era de 405 habitantes segundo o censo de 2011.

## Demografia
| 1948 | 1953 | 1961 | 1971 | 1981 | 1991 | 2002 | 2011 |
| ---- | ---- | ---- | ---- | ---- | ---- | ---- | ---- |
| 324  | 325  | 344  | 361  | 443  | 440  | 434  | 405  |